# Хвощевое (Шишацкий район)
Хвощево́е (укр. Хвощове) — село,
Шишацкий поселковый совет, Миргородский район, Полтавская область, Украина. До 17 июля 2020 года Хвощевое входило в Шишацкий район.
Код КОАТУУ — 5325755106. Население по переписи 2001 года составляло 303 человека.

## Географическое положение
Село Хвощевое находится на расстоянии в 0,5 км от села Бабичи и в 1,5 км от сёл Вишнёвое, Цевы и Малая Бузовая.
По селу протекает пересыхающий ручей с запрудой.
Рядом проходит автомобильная дорога Т-1720.

## Экономика
- Молочно-товарная ферма.

## Археология
В 1890 году во время хозяйственных работ в селе Хвощевое (Фощеватая) был найден меч с надписью «Людота коваль», датируемый концом X века — первой половиной XI века. Надпись по палеографическим признакам может быть отнесена к XI веку. Ныне меч хранится в Национальном музее истории Украины.